# 朝鮮語方言

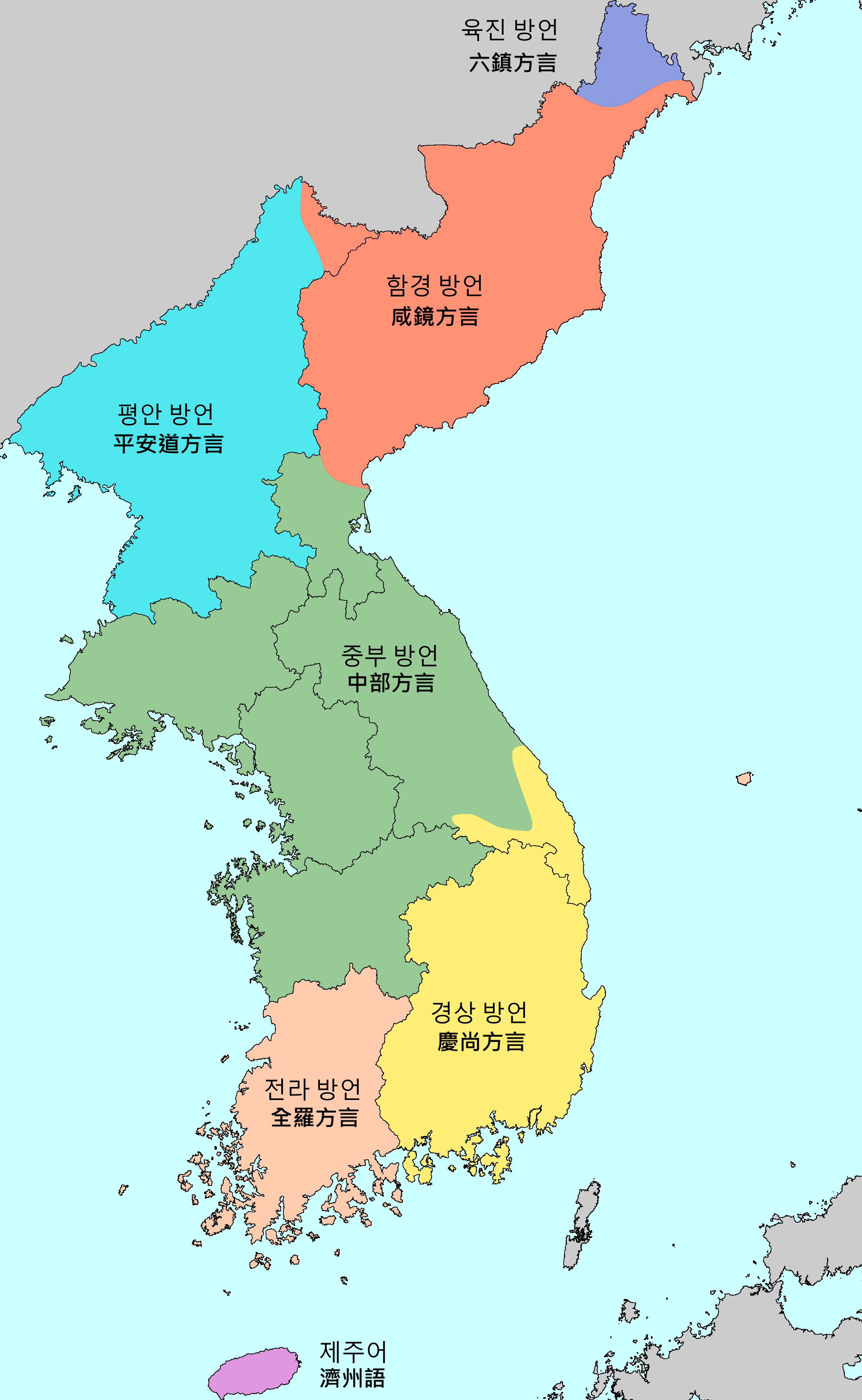
朝鮮半島的朝鲜语方言地圖

朝鲜语方言分布於朝鲜半岛各地，各方言的使用范围和朝鲜半岛的自然划分密切相关，所以它們大多都以朝鲜八道命名。

## 标准方言
- 韩国的标准稱為標準語（표준어）。韩国国立国语院將其定義为“有教養的人廣泛采用的现代首尔話”（교양있는 사람들이 두루 쓰는 현대 서울말／敎養있는 사람들이 두루 쓰는 現代 서울말）。实际上，标准韩国语並未採納其中一些首尔方言獨有的特征。
- 朝鲜使用的标准稱為文化語（문화어）。文化語儘管宣稱以平壤話作基础，但事實上它仍是奠基於首爾方言，只不過稍予添加部分平壤方言。

虽然南韓标准语和北韓文化语之間存在着一定差異，不过兩者之間基本完全可以互通。

## 朝鮮半島
|  |  |

朝鲜半岛多山，而朝鲜语亦按照山川地形而划分为几种地域方言。朝鲜语各方言之间并未有明确的分界，所以语言学家有需要按照地形对劃分其方言。根据小倉進平在1940年建立的分類體系，朝鲜语方言大概可以分为以下幾種：
1. 咸鏡道方言（함경도 방언）
又名东北方言（동북 방언），分布於朝鲜咸镜道和两江道，以及中国吉林省延邊朝鮮族自治州。这种朝鲜语方言共有9个母音，包括ö。
  - 六鎮方言（육진 방언）
分布於東北六鎮，由於遠離中部地區，具有古語的殘留與獨立形成的方言特徵。
2. 平安道方言（평안도 방언）
又名西北方言（서북 방언），分布於朝鲜平壤直辖市、平安道、慈江道，以及中國遼寧省东部的朝鮮族聚居地。
3. 中部方言（중부 방언）[1]
  - 京畿道方言（경기도 방언）
分布於韩国首尔特別市、仁川廣域市和京畿道，以及朝鲜开城。
典型語音是首尔方言（서울 방언），南韓标准语和北韓文化語皆以此音系為基礎。
  - 黄海道方言（황해도 방언）
分布於朝鲜黄海道。语言学家一般视之为西北方言或中部方言分支，不过和這些方言相比，黄海道方言显得格格不入。[1]
  - 岭西方言（영서 방언）
分布於白頭山以西（屬江原道，現分屬北韓）。
雖然嶺東與嶺西方言常合稱為「江原道方言」，但嶺西方言更接近於京畿道方言。
  - 岭东方言（영동 방언）
分布於白頭山以东（屬江原道，現況同上），為典型的江原道語音。
  - 忠清道方言（충청도 방언）
分布於韩国大田广域市和忠清道。
4. 庆尚道方言（경상도 방언）
分布於韩国釜山广域市、大邱广域市、蔚山广域市和庆尚道。此方言保有聲調，共有6个母音，分别是：i、e、a、u、o和eo。
5. 全罗道方言（전라도 방언）
又名西南方言（서남 방언），分布於韩国光州廣域市和全罗道。共有10个母音，分别是：i、e、ae、a、ü、ö、u、o、eu和eo。
6. 济州语（제주어）
又名济州岛方言（제주도 방언），分布於韩国济州岛。济州语和其他方言的差異之大，使语言学家有時将其视为一种独立于朝鲜语的语言。它完整的保留了中古朝鲜语的9个母音，包含ㆍ（/ɒ/）。

## 朝鲜半岛以外
- 高丽语（原名：/고려말，标准韩国语：중앙아시아 한국어），通常被视为咸鏡道方言的分支，使用者为高丽人，也就是移居前苏联的朝鲜族。它是由一些韩语的基础词汇组成，不过它从俄语和属于突厥語族的语言输入了很多外来语和转译词。
- 在日朝鲜语（朝鮮语：재일어、재일조선어）是由在日朝鮮人使用的韩语方言，它受到日语的強烈影响，承傳斷層嚴重。
- 中国朝鲜语（朝鲜语：중국조선말／中國朝鮮말 Jungguk Chosonmal ?）
1963年6月28日，依當時的中國總理周恩來的指示，中國朝鮮語曾長期遵循平壤文化語的標準，並成為中國朝鮮語的基礎和規範。1992年中韩建交後，韓國企業随着大举进入中国大陆，两国朝鲜语教育机构也纷纷加强了交流，韩国所使用的韓國標準語對中國朝鮮語產生了巨大的影響，亦有很多来自現代中文的借詞，以及日本殖民朝鮮半島時期殘留的日語詞彙，且並無特意剷除，口語上吉林省亦分布接壤的咸镜道方言，遼寧省分布平安道方言以及全羅道方言，黑龍江省以朝鮮半島南部方言顯著。

- 方言地圖
- 「蜻蜓」在不同朝鲜语方言的說法（标准语：잠자리）。